# 1858 (numero)
Milleottocentocinquantotto (1858) è il numero naturale dopo il 1857 e prima del 1859.

## Proprietà matematiche
- È un numero pari.
- È un numero composto da 4 divisori: 1, 2, 929, 1858. Poiché la somma dei suoi divisori (escluso il numero stesso) è 932 < 1858, è un numero difettivo.
- È un numero semiprimo.
- È esprimibile in un solo modo come somma di due quadrati: 1858 = 1849 + 9 = 432 + 32.
- È un numero di Smith nel sistema numerico decimale.
- È un numero di Ulam.
- È un numero congruente.
- È un numero odioso.
- È un numero intero privo di quadrati.
- È parte delle terne pitagoriche (258, 1840, 1858), (1858, 863040, 863042).

## Astronomia
- 1858 Lobachevskij è un asteroide della fascia principale del sistema solare.

## Astronautica
- Cosmos 1858 è un satellite artificiale russo.